# The Last Rose of Summer (film 1920 Ward)
The Last Rose of Summer è un film muto del 1920 diretto da Albert Ward.

## Trama
Per riuscire a mettere le mani su un prezioso servizio da tè, un collezionista si mette a corteggiare la figlia zitella del proprietario.

## Produzione
Il film fu prodotto dalla G.B. Samuelson Productions.

## Distribuzione
Distribuito dalla Granger, il film uscì nelle sale cinematografiche britanniche nel febbraio 1920.